# 無毛雲
無毛雲（むもううん、ラテン語学術名:calvus、略号:cal）とは、積乱雲に見られる雲種の1つ。積乱雲の頂上部に、輪郭がはっきりしない部分があったり、ぼやけた白い塊がくっついたりしたもの。たいてい降水があり、驟雨となることが多い。無毛積乱雲と呼ぶことがある。
成長に伴い雄大雲（雄大積雲）から変化してできる雲で、上昇気流が圏界面に達したことで頂上部の雲の湧き出しが不明瞭になり雲頂が少し扁平になっている。カリフラワーのようなたくさんの丸いこぶのうちいくつかの輪郭がぼやけている段階。ぼやけた部分には気流に平行な縞模様が見えることもある。この後、頂上部に毛羽立ちあるいは筋状の雲（巻雲）がくっついた状態になると多毛雲である。
"calvus"はラテン語で「むき出しの、露出した」といった意味がある。